# Mattmars kyrka
Mattmars kyrka är en kyrkobyggnad i Mattmar. Den är församlingskyrka i Västra Storsjöbygdens församling i Härnösands stift.

## Kyrkobyggnaden
Mattmars kyrka har medeltida ursprung och består av långhus med tresidigt kor i öster. Norr om koret finns en vidbyggd sakristia och vid långhusets västra kortsida finns ett vidbyggt vapenhus. Medeltida murverk finns i långhusets västra, södra och norra väggar. Alla byggnadsdelar har vitputsade väggar och spånklädda tak.

### Tidigare träkyrka
På samma plats där nuvarande kyrka ligger fanns en stavkyrka som uppfördes vid slutet av 1000-talet och som brann ner i början på 1300-talet.

### Nuvarande stenkyrka
Nuvarande stenkyrka uppfördes någon gång på 1300-talet. 1701 uppfördes ett vapenhus av trä vid västra gaveln dit huvudingången flyttades. Tidigare ingång fanns vid södra långhusväggen och ersattes med ett fönster. Under 1760-talet förlängdes kyrkan åt öster och fick sin nuvarande tresidiga koravslutning. Koret förenades med kyrkorummet och en separat sakristia byggdes vid norra muren. Fram till 1700-talet var kyrkklockorna inrymda i ett torn ovanpå kyrktaket som därefter ersattes av en klockstapel. Åren 1887-1888 uppfördes ett nytt vapenhus av trä. Nuvarande vapenhus av sten tillkom 1938.

## Inventarier
- Predikstolen är från 1662.
- Dopfunten av jämtländsk typ inköptes 1686. Funten är skuren av en enda trästam och består av fot, stolpe och cuppa. Kring stolpen slingrar sig gröna och förgyllda druvklasar i relief. På cuppan finns sex änglahuvuden.
- En Sankta Anna-skulptur från senmedeltiden är skuren av Haaken Gulleson. Motivet är Anna själv tredje där Marias moder Anna håller Maria och Jesusbarnet.
- I kyrkans ägo finns utöver Sankta Anna-skulpturen ytterligare sju medeltida skulpturer.

## Omgivning
- 1765 byggdes nuvarande klockstapel av byggmästaren Pehr Olofsson i Dillne, Oviken. En tidigare stapel var från 1732. 2004 restaurerades klockstapeln som återfick en tidigare färgsättning i ockragult, rött och vitt. I stapeln hänger två klockor. Lillklockan göts om 1750 av Daniel Flodström i Sala. Storklockan göts om 1803 av Esaias Linderberg i Sundsvall.
- En stiglucka i östra kyrkogårdsmuren är troligen från 1700-talet.
- Invid kyrkogården finns en timrad tiondebod.